# Сафинат
ЛИГ «Сафинат» (Логистическая Инвестиционная Группа «Сафинат»)  — российская группа компаний, штаб-квартира в Москве.

## Бизнес-деятельность
Основана в 2005 году.
Предоставляет различные услуги в сфере транспортной логистики и реализует инвестиционные проекты в России, Европе, ОАЭ, Саудовской Аравии, Иране и Туркменистане. 
Под управлением группы «Сафинат» находится частный флот в акватории Каспийского моря (22 судна общей грузоподъемностью более 100 тыс. тонн, специализированные и вспомогательные суда различного назначения).

## Финансовые показатели
| Год            | 2006 | 2007 | 2008 |
| -------------- | ---- | ---- | ---- |
| Выручка, млн $ | 89   | 97   | 110  |

## Социальная деятельность
ЛИГ «Сафинат» провела полную реконструкцию и восстановление Главного дома городской усадьбы М. П. Клаповской.

## Собственники и руководство
Учредителем и единоличным владельцем компании является Хархаров Гамид Абусупьянович.
Генеральный директор - Раджабов Магомедгаджи Мусаевич.